# Саксагань
Саксага́нь — річка в Україні, в південно-східній частині Придніпровської височини, в межах Кам'янського та Криворізького районів Дніпропетровської області. Ліва притока Інгульця (басейн Дніпра). Назва походить від турецького saksağan — сорока.

## Опис
Довжина 144 км, площа басейну 2 025 км². Пересічна ширина річища 29—40 м. Долина річки у верхів'ї V-подібна, нижче і в межах Кривого Рогу — переважно трапецієподібна, пересічна ширина 1,5—2 км (у пониззі до 4,5 км), глибина долини до 40 м. Заплава часто однобічна (завширшки 0,3—0,5 км, у пониззі — до 1 км), відкрита, лугова, суха. Річище нерозгалужене, переважна ширина його (за винятком водосховищ: Макортівського, Саксаганського і Кресівського) 5—15 м, максимальна — 30 м. Похил річки 0,8 м/км. Швидкість течії незначна. Природний режим річки сильно змінений регулюючим впливом дамб, скиданням шахтних і промислових вод, а також відбором води на технічні потреби. Найбільші витрати води Саксагані досягають 240 м³/сек. 
На ділянці шахта «Саксагань» — Чорногорка річка переведена в підземний колектор (Саксаганський дериваційний тунель). Сучасне гирло річки розташоване на 1,5 км нижче за течією Інгульця від природного. 
Сполучена каналом Дніпро — Кривий Ріг з річкою Дніпро.

Техногенне гирло Саксагані
Очисні роботи на Саксагані. Центрально-Міський район Кривого Рогу
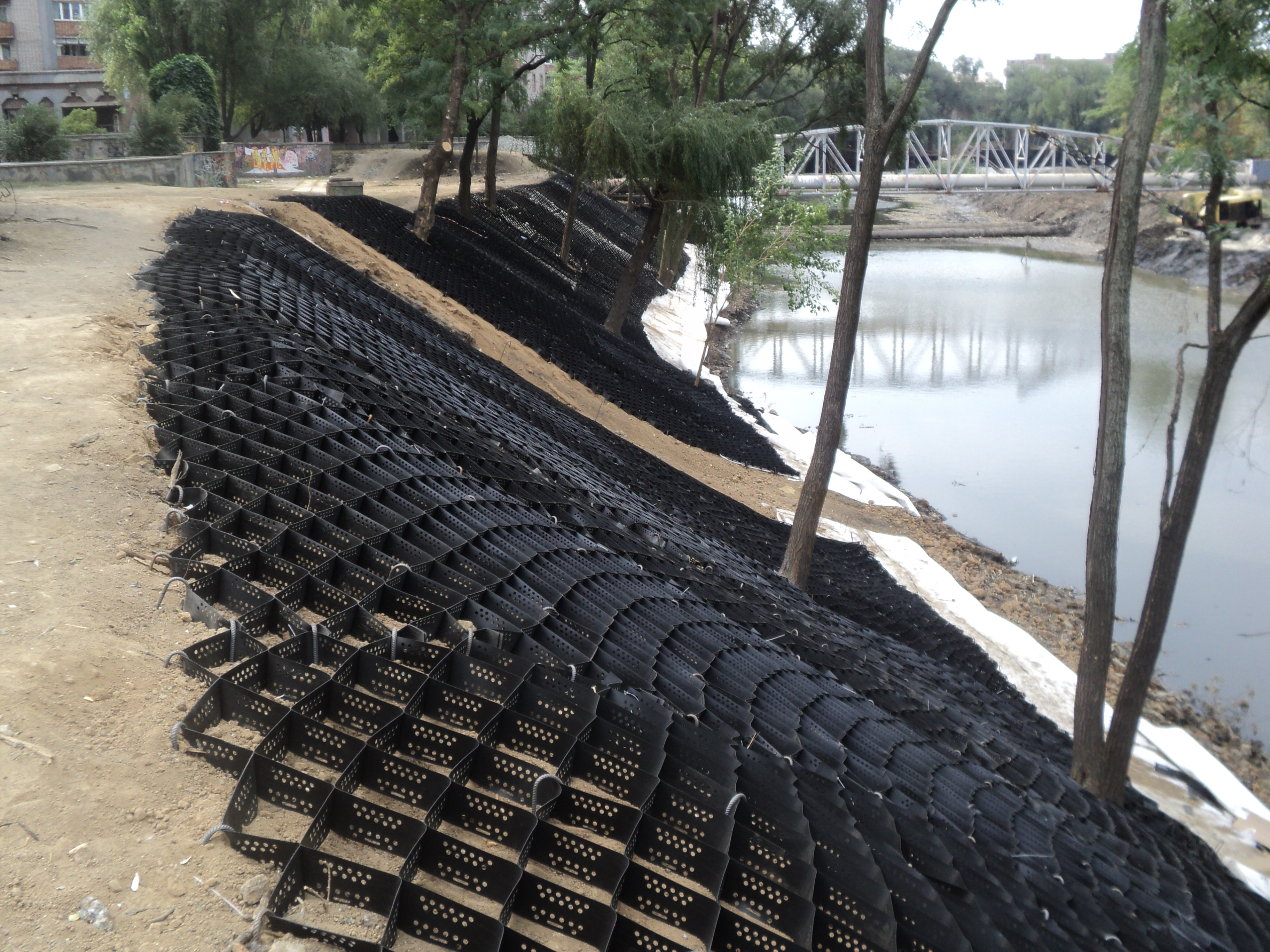
Берегоукріплювальні роботи на Саксагані. Центрально-Міський район Кривого Рогу
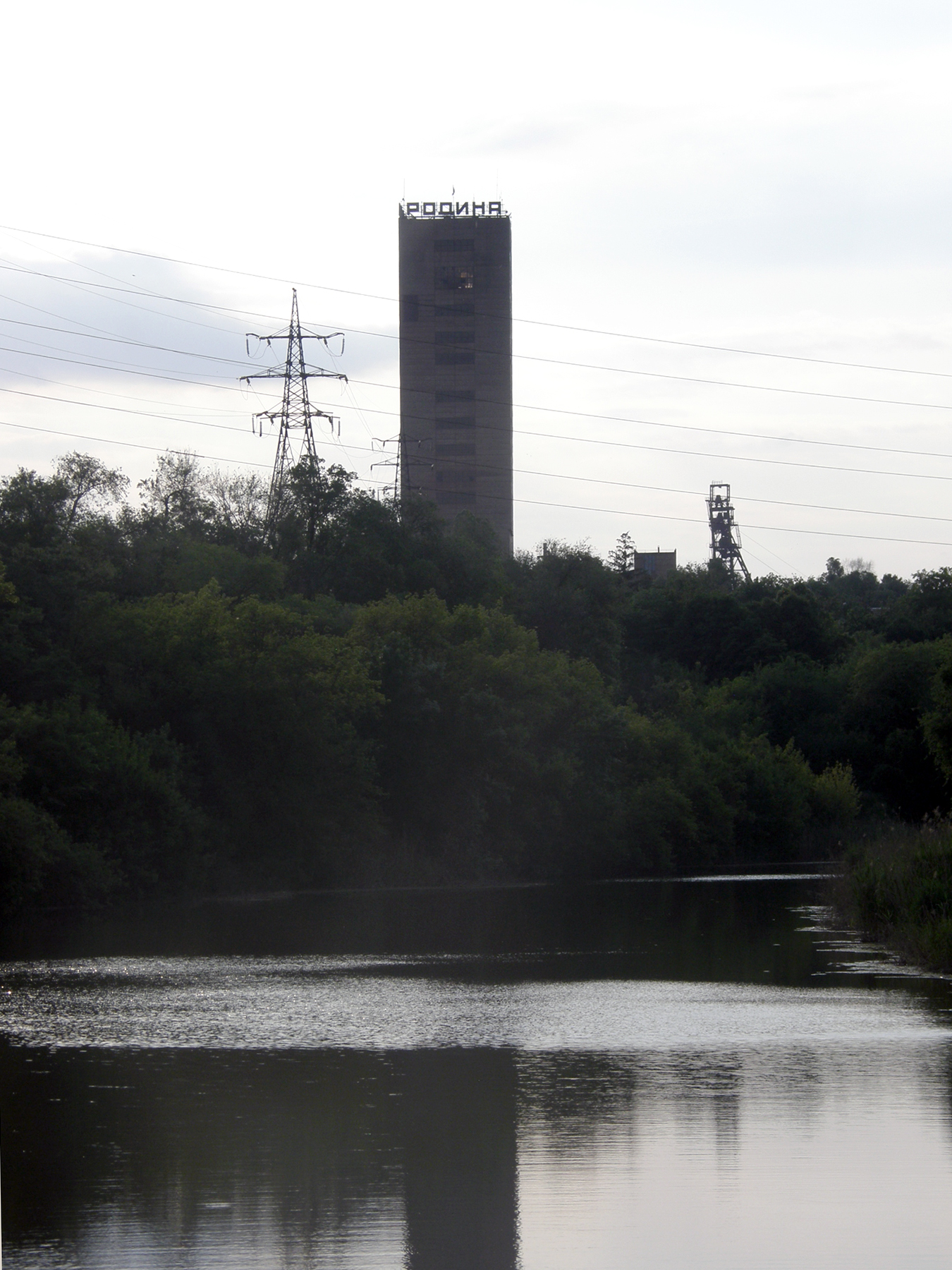
Саксагань біля шахти «Криворізька»

## Розташування
Саксагань бере початок на північний схід від села Малоолександрівки, що неподалік від міста Верхівцевого. Тече переважно на південний захід (місцями на захід). Впадає до Інгульця у південно-західній частині міста Кривого Рогу.

## Основні притоки
- Праві: Лозуватка, Балка Осиковата, Демурина, Балка Червона.
- Ліві: Суха Саксагань, Балка Петина.

## Додаткова література
- Саксагань — Інформаційно-пізнавальний портал | Дніпропетровська область у складі УРСР (На основі матеріалів енциклопедичного видання про історію міст та сіл України, том — Історія міст і сіл Української РСР. Дніпропетровська область. — К.: Головна редакція УРЕ АН УРСР, 1969. — 959 с.)
- Балки басейну річки Саксагань (в межах Кривбасу)

| Україна | Це незавершена стаття з географії України. Ви можете допомогти проєкту, виправивши або дописавши її. |